# قضية الأخوين كحيل
محمد كحيل (مواليد عام 1985) وسلطان كحيل (مواليد 1991) هما مواطنين كنديين-سعوديين مولودين في المملكة العربية السعودية. عاشا في كندا لمدة 16 عاما قبل أن ينتقلا إلى مونتريال في كيبيك عام 2000. حينها حصل الثنائي على الجنسية. حُكمَ على محمد بالإعدام وذلك بعدما وجدتهُ الحكومة مذنبًا في قتل صبي سوري يبلغُ من العمر 19 سنة وذلك في شجار مدرسة اندلعَ في كانون الثاني/يناير 2007. حُكم كذلك على سلطان بـ 200 جلدة بسببٍ انخراطه هو الآخر في الشجار هذا فضلا عن التكتمِ على الجريمة. تم تخفيف تلك الأحكام في وقت لاحق.

## الحادثة والمحاكمة
شاركَ محمد وشقيقه سلطان في القتال الذي اندلع بسببِ فتاة قامَ ابن عمها بإهانة سلطان نفسه بعدما قام الأخير بالتحرش بها وذلكَ في شهر كانون الثاني/يناير من عام 2007. طالبَ ابن عمّ الفتاة اعتذار رسميًا من سلطان لكن هذا الأخير رفض مما اضطر ابن عم الفتاة لشتم سلطان وانضم له عددٌ من أصدقائه. حينها طلب سلطان مساعدةً منْ شقيقه محمد الذي هزّ الرحال على الفور باتجاه مكان الشجار رفقة عشرة من أصدقائه المدججين بالأسلحة من شتّى الأنواع بما في ذلك العصي والسكاكين. بدأت المشاجرة ثم سرعان ما انهالَ محمد على شاب سوري بالضرب حتى أرداه قتيلا وذلك بعدما ركله عدّة مرات على رأسه.
جرت المحاكمة على مدى تسع جلسات؛ حيثُ دامت كل جلسة حوالي 10 دقائق.  لم يسمح القاضي لمحامي المتهم بالطعن في الأدلة المرفوعة ضد موكليه.  في جلسة يوم 3 مارس؛ أحضر محامي عائلة كحيل شاهدين ولكن المحكمة لم تأخذ باعتبارهما. نفى فريق الدفاع حكايةَ أنّ الشاب السوري قد تُوفي بسبب ضربه من محمد بل بسبب مشاكل في القلب كما «اتضح» من تشريح الجثة.  لكن والدة الضحية قدّمت شهادة صحية مؤرخة قبل ستة أشهر تُشير إلى أنه كان في حالة ممتازة. حينها حاول محامي الدفاع قلب القضية لمصلحته من خلال سؤالٍ حول سبب تحضير هذه الشهادة فأكدت والدة المغدور على أنّ ابنها كان في حاجة لشهادة صحية من أجل المشاركة في ماراثون. في 3 مارس 2008 حكمت المحكمة على محمد كحيل بالإعدام من خلال قطع الرأس. بحلول شباط/فبراير من عام 2009 رفضت المحكمة العليا السعودية حكم الإعدام وطلبت من المحكمة الابتدائية إعادة النظر في الحكم. ومع ذلك؛ رفضت المحكمة الابتدائية في 2 يسان /أبريل 2009 توصية المحكمة العليا وأكّدت على عقوبة الإعدام. في أيار/مايو 2013 ذكرت جرائد كندية محلية أن محمد كحيل قد أُفرج عنه من السجن في كانون الأول/ديسمبر 2012 فيما لم تُصدر أسرته أيّ بيان يؤكد أو ينفي هذا. 